# Agrotis bromeana
Agrotis bromeana är en fjärilsart som beskrevs av Aurivillius 1920. Agrotis bromeana ingår i släktet Agrotis och familjen nattflyn. Inga underarter finns listade i Catalogue of Life.